# L'ultima trovata di Bebé
L'ultima trovata di Bebé (La Trouvaille de Bébé) è un cortometraggio muto del 1910 diretto da Louis Feuillade.

## Produzione
Il film fu prodotto dalla Société des Etablissements L. Gaumont

## Distribuzione
Distribuito dalla Société des Etablissements L. Gaumont, uscì nelle sale cinematografiche francesi nel dicembre 1910. Negli Stati Uniti, venne distribuito dalla Kleine Optical Company il 12 agosto 1911 con il titolo Jimmie's Luck e, nelle proiezioni, veniva programmato con il sistema dello split reel, accorpato in un'unica bobina con un altro cortometraggio, la commedia The Academy Girl.